# Agapetus hessi
Agapetus hessi är en nattsländeart som beskrevs av Emery Clarence Leonard 1949. Agapetus hessi ingår i släktet Agapetus och familjen stenhusnattsländor. Inga underarter finns listade i Catalogue of Life.